# East Haven (Vermont)
East Haven és una població dels Estats Units a l'estat de Vermont. Segons el cens del 2000 tenia 301 habitants.

## Demografia
Segons el cens del 2000, East Haven tenia 301 habitants, 119 habitatges, i 91 famílies. La densitat de població era de 3,1 habitants per km².
Dels 119 habitatges en un 37,8% hi vivien nens de menys de 18 anys, en un 64,7% hi vivien parelles casades, en un 8,4% dones solteres, i en un 23,5% no eren unitats familiars. En el 18,5% dels habitatges hi vivien persones soles el 5,9% de les quals corresponia a persones de 65 anys o més que vivien soles. El nombre mitjà de persones vivint en cada habitatge era de 2,53 i el nombre mitjà de persones que vivien en cada família era de 2,82.
Per edats la població es repartia de la següent manera: un 24,9% tenia menys de 18 anys, un 6% entre 18 i 24, un 28,6% entre 25 i 44, un 29,6% de 45 a 60 i un 11% 65 anys o més.
L'edat mediana era de 37 anys. Per cada 100 dones de 18 o més anys hi havia 98,2 homes.
La renda mediana per habitatge era de 34.375 $ i la renda mediana per família de 36.094 $. Els homes tenien una renda mediana de 32.292 $ mentre que les dones 19.500 $. La renda per capita de la població era de 13.330 $. Entorn del 13,8% de les famílies i el 18,6% de la població estaven per davall del llindar de pobresa.